# Doggy Bag (Bow Wow)
Doggy Bag è il secondo album in studio del rapper statunitense Lil' Bow Wow, pubblicato nel 2001.

## Tracce
1. We Want Weezy (Intro) – 1:18
2. Thank You (feat. Jagged Edge & Fundisha) – 4:00
3. Take Ya Home – 3:59
4. Get Up (feat. Fundisha) – 3:43
5. Perfect Girl (Interlude) – 0:50
6. All I Know (feat. Lil Corey) – 3:13
7. The Wickedest – 3:56
8. Pick of the Litter (feat. R.O.C & Tigah) – 3:34
9. Crazy (feat. Da Brat) – 4:19
10. Crazy Girls (Interlude) – 0:30
11. Up in Here (feat. Tigah) – 3:47
12. Jiminy Cricket (Interlude) – 0:08
13. Off the Glass (feat. Xscape) – 5:24

## Classifiche
| Classifica (2002) | Posizione raggiunta |
| ----------------- | ------------------- |
| Stati Uniti       | 8                   |